# ليفي شتراوس
ولد ليفي شتراوس عام 1829 م في ألمانيا في بافاريا لعائلة يهودية، وهاجر في فترة مراهقته مع والدته وشقيقتيه إلى أمريكا عام 1847م، حيث سكنوا نيويورك.
في عام 1853 م حصل ليفي على الجنسية الأمريكية، وسافر إلى سان فرانسيسكو لعله يحصل على فرصة تجارية وسط حمى البحث عن الذهب. ومع مرور السنوات، انتعشت تجارته حيث عمل في تصميم سراويل من الخيش البني القاسي لعمال المناجم والباحثين عن الذهب، ثم انتقل إلى قماش الدنيم المصبوغ باللون الأزرق ليستخدمه في تصميم السراويل، بدلاً من الخيش الذي نفدت حصيلته.
في عام 1872 م، تلقى ليفي رسالة من جاكوب دافيز، وهو خياط من نيفادا كان يتعامل معه بانتظام، يخبره فيها عن شرائه لقماش لاستخدامه في الخياطة، وحكى له عن الطريقة الجديدة التي يستخدمها لتصميم البناطيل لزبائنه، حيث يضع مسامير معدنية صغيرة في أماكن محددة من البنطال كزوايا الجيوب. المشكلة التي كانت تواجه دافيز هي كونه لا يمتلك المال الكافي ليستخرج براءة اختراع، ولهذا اقترح على ليفي أن يقوم بدفع المال اللازم لاستخراجها، مقابل إدراج اسمه أيضاً في هذه الوثيقة. وفي العشرين من مايو لعام 1873 م، استخرجت براءة الاختراع، وولد رسمياً قماش الجينز الأزرق.
لقي الجينز الأزرق بالشكل الذي اشترك في تصميمه ليفي شتراوس وجاكوب دافيز شعبية كبيرة بين صفوف عمال المناجم وذلك لطبيعته القاسية التي تحتمل الصعوبات العديدة التي يواجهها هؤلاء العمال، وكان يباع في عام 1879 م بدولار وستة وأربعين سنتاً فقط.
كانت بناطيل الجينز تباع فقط للرجال، وكان من الصعوبة أن تجد بين مرتديه نساء العائلات المتوسطة أو الغنية. ولكن المصممين راحوا تباعاً يضعون تصميمات خاصة يستخدم فيها الجينز النساء. وعرض جينز ليفايز ©Levi's للنساء على صفحات مجلة «فوغ» لأول مرة عام 1935 م، واكتسب شعبية كاسحة، لدرجة أن تصميمات كالفين كلاين للجنز في السبعينيات كانت تدر وحدها أرباحاً بقيمة 12.5 مليون دولار أسبوعياً.
وبعدما ظل قماش الجينز حتى ستينيات القرن الماضي لباس العمال وأبناء الطبقة المتوسطة وما دون ذلك، راح يتفشى في معظم الطبقات وصولاً إلى المشاهير وبعض رؤساء الدول. ورغم انتشار صناعته ووجود آلاف الماركات المنتجة له، فلا يزال اسم مبتكره طاغياً على كل الأسماء الأخرى، حتى أصبح مرادفاً للنوع أكثر منه اسم علم.